# Daniel Ribeiro Callado
Daniel Ribeiro Callado (São Gonçalo, 16 de outubro de 1940 - Xambioá, 28 de junho de 1974) foi um operário metalúrgico brasileiro, ativista do Partido Comunista do Brasil (PCdoB) na época em que a Ditadura Militar foi instaurada no país.
Um dos prisioneiros mais duradouros do exército, começou a viver em Rondonópolis, Mato Grosso, entre os rios Araguaia e Tocantins no início da década de 70, onde tentava combater o regime militar.

## Biografia
Daniel Ribeiro Callado foi um dos filhos de América Ribeiro Callado e Consueto Ribeiro Callado. Irmão de Miriã Callado e Ubiracy Callado, Daniel nasceu na década de 40, no município de São Gonçalo, região metropolitana do Rio de Janeiro, e ainda jovem, ingressou em sua vida profissional.  Aos 16 anos, concluiu o curso de ajustador no SENAI e logo começou a trabalhar na Hime, uma empresa incorporada ao grupo Gerdau, siderúrgica brasileira.
Escalado para o serviço militar no exército, continuou a exercer sua profissão, até que requereu baixa como 3º sargento. No começo da década de 60, mais especificamente em 1962, Daniel ingressou no Partido Comunista do Brasil (PCdoB), e dois anos depois, em 1964, começou a sofrer perseguições políticas, o que fez com que tivesse que largar seu emprego e sair do Rio de Janeiro rumo ao Araguaia.
Não existem relatos sobre a data específica em que o guerrilheiro abandonou sua casa, contudo, o destino escolhido por Daniel foi Rondonópolis, região sudeste do Mato Grosso, onde ficou conhecido como Doca. Na região estendida entre o rio Araguaia e o rio Tocantins, Doca e Joca (Líbero Giancarlo Castiglia) - outro guerrilheiro que atuava pela mesma causa - combateram a ditadura militar nas selvas do Bico do Papagaio, e eram tidos como revolucionários.
Doca e Joca eram parceiros de profissão, de futebol, e compartilhavam a vida, contudo, Doca era o mais famoso da dupla. Bastante popular na região, era o grande craque do Batidinha Futebol Clube, e costumava frequentar o Bar do Dário. No local, atuava como lanterneiro e comercializava roupas e utensílios diversos junto à população ribeirinha através de um barco a motor de nome curioso: o "Carajá".
Assim, Doca ficou imerso em meio à população regional. Não participava da vida política, nem falava sobre a política local e muito menos nacional. Não era um militante sindical e nem mesmo comunitário. Sua condição de clandestino não permitia nenhuma ação suspeita e nem exposição. Ninguém desconfiava que Rondonópolis servia de abrigo para os dois amigos operários que tiveram forte atuação no movimento sindical do PCdoB, no Rio de Janeiro.
O Relatório do Ministério da Marinha, de 1993, revela que Daniel participou de greves, campanha de eleição sindical, comícios, atos no Rio em homenagem aos chineses e comício durante a revolução em Niterói, além da constatação de que Doca foi também cursar guerrilha na China, passando pela União Soviética e Checoslováquia.
No começo de 1974, Daniel foi visto três vezes na prisão. Segundo um depoimento feito por Amaro Lins no 4º Cartório de Notas de Belém (PA), da primeira vez em que foi visto, Daniel estava bem de saúde, enquanto da terceira vez estava sendo conduzido por um soldado que dizia que o guerrilheiro faria uma viagem de avião, sem informar o destino. Na mesma época, uma moradora de Xambioá, no Tocantins, afirmou ter visto Daniel preso e com o pé fraturado, na Delegacia de Polícia de Xambioá.

## Morte
Segundo o Relatório Arroyo, sobre a ação de resistência comunista no Araguaia, Daniel Ribeiro Callado era uma das quinze pessoas que estava no Acampamento da Comissão Militar no dia 25 de dezembro de 1973, data marcada pelo tiroteio ocorrido no local. Depois dessa data, não existem mais relatos sobre o paradeiro do jovem guerrilheiro fluminense. Nos Relatórios das Forças Armadas de 1993, consta que Daniel teria sido preso em Araguaína, e posteriormente, morto em 28 de junho de 1974. Conforme o relato feito por Amaro Lins de Albuquerque, Daniel teria sido conduzido à um avião por um soldado, que não informou sobre o destino final.
Uma vez que seu corpo nunca foi localizado e/ou identificado, Daniel é considerado um desaparecido político, mas as evidências mostram que Doca teria sido assassinado pelo Exército brasileiro no Araguaia.

### Investigação
Mesmo depois de mais de 35 anos do fim da guerrilha, a história de Daniel Ribeiro Callado e de outras seis dezenas de guerrilheiros mortos no confronto com os militares no Araguaia ainda é divergente. Segundo relatos, Doca foi morto em setembro de 1974, depois de preso e torturado na base do Exército em Xambioá, hoje Tocantins.
Em março de 2012, o Ministério Público Federal (MPF) ingressou com a primeira ação penal da história do país contra um militar acusado de praticar crimes durante a Ditadura. Sebastião Curió Rodrigues, comandante da última ação de repressão à Guerrilha do Araguaia, foi acusado de sequestro qualificado dos guerrilheiros do Araguaia, dentre eles Daniel Ribeiro Calado, o Doca.

## Homenagens
A Medalha Chico Mendes foi entregue, em 2013, a entidades que se destacaram ao longo do ano de 2012 por sua luta de resistência por uma sociedade mais justa e livre. Um dos homenageados foi Daniel Ribeiro Callado, o desaparecido político militante do PCdoB e integrante da Guerrilha do Araguaia. A medalha foi entregue à Miriã e Ubiracy Callado, irmãs de Daniel, por Eliana Rocha, do Centro de Defesa dos Direitos Humanos de Petrópolis.
Em Campinas, São Paulo, a Rua Daniel Ribeiro Callado também é uma homenagem ao guerrilheiro do Araguaia. A rua, que fica localizada no Loteamento Vila Esperança, divide sua esquina com as ruas André Grabois e Divino Ferreira de Souza - também nomes de integrantes da Guerrilha do Araguaia.